# 12180 Kistemaker
A 12180 Kistemaker (ideiglenes jelöléssel 5167 T-3) a Naprendszer kisbolygóövében található aszteroida. Cornelis Johannes van Houten, Ingrid van Houten-Groeneveld és Tom Gehrels fedezte fel 1977. október 16-án.